# 足助陣屋

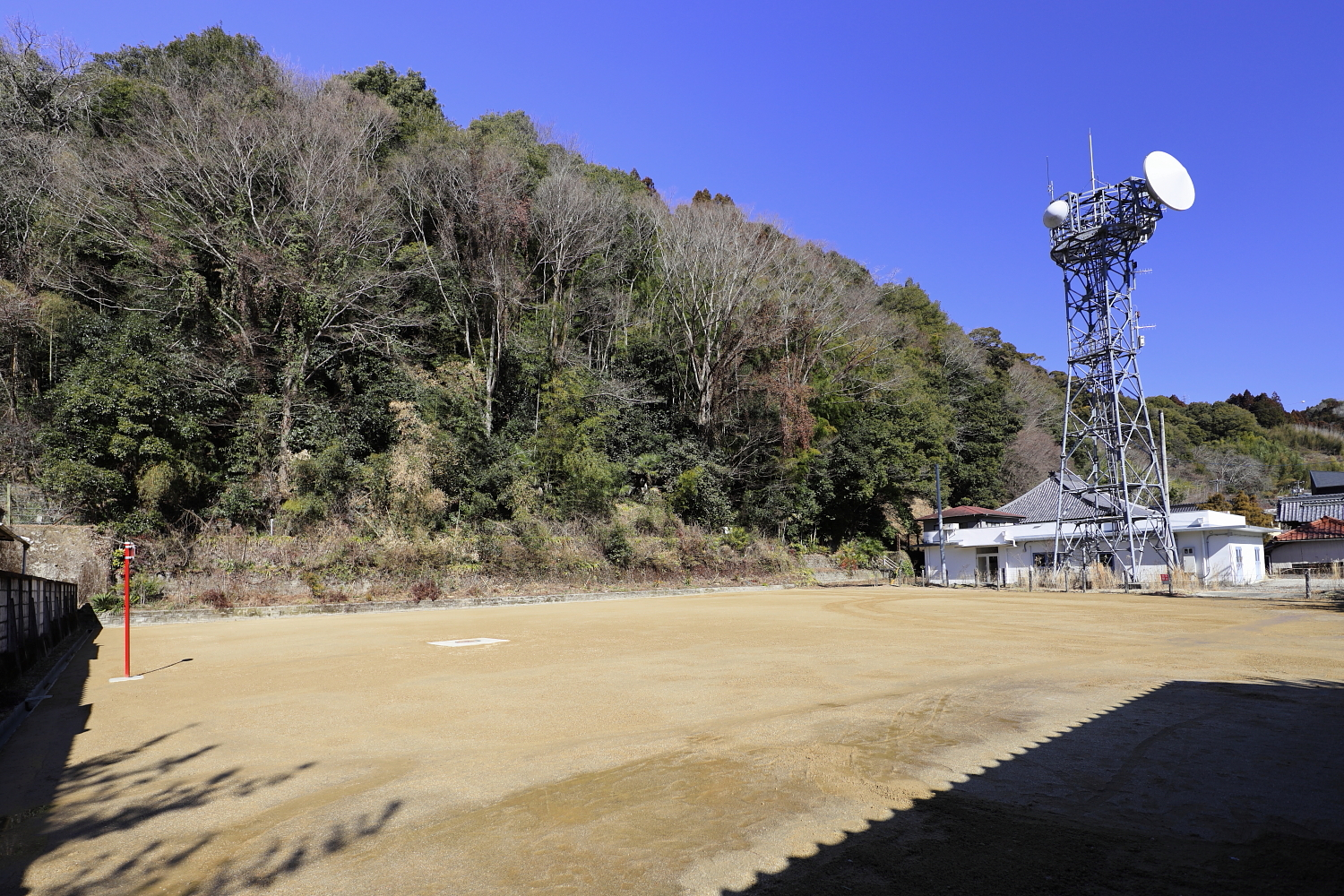
陣屋跡
（2023年（令和5年）2月）

足助陣屋（あすけじんや）は三河国加茂郡足助（現愛知県豊田市足助町）にあった旗本本多氏の陣屋である。

## 概要
慶安2年（1649年）に越後国村上藩から12万石で陸奥国白河藩に加増入封した本多忠義の5男本多忠周（ただちか）が、天和元年（1681年）三河国加茂郡に5千石分知されて陣屋を構えた事から始まる。5代将軍徳川綱吉の治世の下、その後忠周は丹波国で2千石加増をされ、さらに天和3年（1683年）に寺社奉行に任ぜられて3千石加増を受けた結果、石高1万石で諸侯に列し足助藩を立藩した。しかし、貞享4年（1687年）に同じく寺社奉行であった相模国深見藩主坂本重治と共に将軍綱吉から職務怠慢を理由に奉行職を免ぜられ、元禄2年（1689年）6月には加増分3千石が没収されたために再び7千石の交代寄合旗本として明治維新を迎えた。
陣屋は表門を入ると、左手に地方、右手に役所、その先に居館があった。また、左奥に稲荷社があった。
明治2年（1869年）から同4年（1871年）まで陣屋の建物は伊那郡足助庁として使用され、同16年（1883年）には東加茂郡役所が新築された。後に愛知県足助農林振興センターとなったがそれも取り壊され、2023年（令和5年）現在、陣屋跡は更地となり遺構はない。敷地入口に陣屋の説明と見取図の看板が立てられているのみである。